# Torii-Tower
Der Torii-Tower ist ein 1972 in der Nähe von Gusborn in Niedersachsen errichteter 97 Meter hoher Stahlfachwerkturm. Er ist als Doppelturm ausgeführt und trägt seinen Namen, weil er in seiner Bauweise an ein Tor in japanischen Schreinen, Torii genannt, ähnelt. Der Torii-Tower wurde in den USA hergestellt und sollte ursprünglich in Vietnam aufgestellt werden, wurde aber dann in Gusborn errichtet.
Der Torii-Tower diente ursprünglich als Horchposten. Weiterhin wurde das Programm von BFBS auf UKW und UHF (Kanal 51) von diesem Standort ausgestrahlt. Heute dient er als Antennenträger für BOS- und Mobilfunk.